# ناحیه نئوگا، شهرستان کومبرلند، ایلینوی
ناحیه نئوگا (به انگلیسی: Neoga Township) یک منطقهٔ مسکونی در ایالات متحده آمریکا است که در شهرستان کومبرلند واقع شده‌است. ناحیه نئوگا ۲۰۶ متر بالاتر از سطح دریا واقع شده‌است.